# Markel Brown
Markel Brown (29. siječnja 1992.) američki je profesionalni košarkaš koji trenutno igra za Brooklyn Nets u NBA ligi.

## Karijera

### Brooklyn Nets
Dana 26. lipnja 2014., Browna su Minnesota Timberwolvesi izabrali u 2. krugu kao 44. izbor u NBA draftu. Kasnije su ga u razmijeni dali Brooklyn Netsima s kojima je 23. srpnja 2014. potpisao ugovor.
Prvu utakmicu svoje karijere je odigrao 23. veljače 2015. u pobjedi Brooklyn Netsa protiv Denver Nuggetsa 110-82.